# Dynamedion
La Dynamedion è una compagnia di compositori musicali tedesca. Il gruppo ha vinto alcuni premi dedicati all'industria videoludica, incluso il premio "Miglior Colonna Sonora Tedesca 2004, 2005, 2007" e il premio "Miglior Tema principale 2007" (GANG Award al GDC San Francisco). Sono specializzati in composizioni musicali orchestrate.

## Colonne sonore
- Halo Legends
- Alan Wake
- Call of Duty 4: Modern Warfare
- Runes of Magic
- The Settlers 7: Paths to a Kingdom
- Arcania: Gothic 4
- BattleForge
- Anno 1404
- Anno 2205
- Spellforce
- Risen 3: Titan Lords
- Hitman: Absolution
- Mortal Kombat X
- Anno 1800